# Derrida (película)
Derrida es una docupelícula que hace un seguimiento intensivo del filósofo argelino Jacques Derrida en su vida diaria, desde la vida en su casa (Derrida comiendo tostadas y prendiendo la radio, buscando las llaves de su auto), dando conferencias y charlas o concediendo entrevistas a terceros en programas de televisión, haciendo visitas dirigidas a la prisión de Robben Island, donde estuvo preso Nelson Mandela.
Fue estrenada en el Festival de Cine de Sundance de 2002 antes de ser estrenada en cines el 23 de octubre de 2002 y recibió el Premio Golden Gate en 2002 en el San Francisco Film Festival.
En varios puntos, la película mostraría la aplicación de la deconstrucción a la película misma.
Nicholas Royle sostiene que la estructura refuerza varios principios clave del pensamiento del filósofo: si Ziering Kofman sigue a Derrida, el pensador hace lo propio. Derrida sería, según Royle, una película acerca de seguir, seguir la cámara, la historia, una película; asimismo sería una película sobre la imposibilidad de seguir, y que trata sobre las consecuencias de la idea de que, como le sucede al mismo Derrida, la película no puede contar una historia.
En determinado momento, casi por accidente, Derrida hace atribución explícita del documental a la directora, Ziering Kofmann, y en otro, se refiere a ella como "Amy" por lo que la producción misma se hace, visiblemente, parte de la producción.
Por estos datos, por el hecho mismo de que la obra más citada del filósofo y escogida por la dirección del film sea Mal de Archivo, por el hecho mismo de que Derrida haga, finalmente, muestra de la incomodidad misma de ser grabado, la noción de ser observado es un tópico muy tratado.

El documental está dedicado a Sigi Ziering, pariente de la directora.
Las entrevistas al filósofo las realizan los mismos directores, según consignan los títulos.
La voz en off es realizada por la directora, productora y libretista principal, Amy Ziering Kofmann.
Los diálogos del documental se dan tanto en inglés como en francés, alternándose, por lo que la misma Ziering Kofmann ha debido verter los subtítulos al inglés y por lo cual el documento presenta una subtitulación original al inglés (que forma parte de él).
Entre otros datos relevantes a mencionar, una media docena de consultores de traducción figuran en los títulos. Y, asimismo, una irreproducible lista de agradecimientos y (o) menciones.
El documental está salpicado de pequeñas entrevistas y de citas a un variado conjunto de las obras del pensador.
En 2005, un año después de la muerte del filósofo, Routledge publicó un libro que acompaña el film, que incluye el guion de la película, varios ensayos sobre la película y entrevistas con Derrida, Dick y Ziering Kofman. El libro describe muchos de los acontecimientos que siguieron a la liberación de la película.

## Desarrollo

### Primera sección
Comienza una voz en off, de Derrida. El tema tratado allí es la distinción entre futuro (lo previsible) y porvenir (lo imprevisible) que, sin embargo, llegará. Dos tipos de futuro, del cual el único real es el segundo, para Derrida. Es un futuro que tiene origen en lo Otro (término muy usado por el filósofo). Esta voz en off se enmarca en una toma que muestra el paralaje de un tren en movimiento.

### Segunda sección
Derrida en su casa por partir a la peluquería en compañía del personal de la producción del documental. Luego de esto se hacen pequeñas inserciones: una filmación de una filmación donde una mujer francesa habla de los filósofos señeros del siglo XX, entre ellos, Derrida. Asimismo, una grabación de otro programa de la BBC y fragmentos de una entrevista en francés en blanco y negro: allí se compara el método deconstructivo al trabajo riesgoso del minero, que se abre camino haciendo volar el lugar donde está para encontrar en él lo valioso, los metales.
Corren los títulos del documental y el videograph del nombre mismo intenta denotar esta misma función ligada a la minería y la deconstrucción: aparece primero la sección "de" y luego "rrida" del nombre propio del filósofo, haciendo un juego de palabras con "rid", en inglés "eliminar", con usos extendidos tales como "liberar", "disipar", "limpiar".

### Tercera sección
Derrida seguido por admiradores, en Nueva York, Estados Unidos. Un admirador refiere una idea de la que dice que es su teoría sobre los norteamericanos: el famoso "ser es ser percibido" de Berkeley o "el medio es el mensaje" de McLuhan. Derrida acota allí que la cámara es ciega a pesar de ser capaz de ver más de lo que uno (él) ve y la relaciona (a la cámara) a la imagen estereotipada del filósofo abstraído en sus pensamientos (cuyo gran ejemplo ha sido Tales de Mileto). Es además de una contestación o ilación con lo que le dice el admirador, y con el mito de Narciso, al que se referirá después, una ironía hacia el mismo admirador y al estereotipo del norteamericano referido, al sugerir que él es una estrella (sobre todo allí, en Estados Unidos).
Tanto el célebre aforismo de Berkeley, como el de McLuhan se refieren a la naturalidad creada, un mundo del espectáculo, ajeno a las vindicaciones de la deconstrucción.

### Cuarta sección
Aquí se muestra un fragmento de un seminario o charla en la Universidad de Nueva York. Derrida deja deslizar una crítica de la autoridad de la Academias con sus representantes y sus filiaciones e intereses con una prensa que la sustenta, e incluso, más ampliamente, critica el fenómeno de archivo y la constante ficcionalidad de la imagen de lo que se escribe. Se refiere a la biografía como algo externo a la filosofía. Como la cita en off del principio, Derrida adhiere más a la importancia de una lectura marginal del filósofo que no espera descifrar nada de los datos de su vida. Una lectura meramente creativa.

### Quinta sección
Aquí el documento hace una maratónica enumeración de datos biográficos del mismo Derrida en la voz en off. Datos que pueden recortarse: una infancia frágil (parálisis periódica de la mitad de su cara). La expulsión de la escuela por ser judío. El nombre falso que le dan luego de esta segregación: "Elías". El fracaso en el examen de ingreso a la Universidad y otros fracasos intelectuales más. Su sueño de ser jugador profesional de fútbol. El judaísmo aguerrido de sus padres que restalla cuando el filósofo no circuncida a sus hijos. Su insomnio y sus problemas nerviosos por ingesta de anfetaminas y otros depresores del sistema nervioso.
Luego se retoma la charla en la Universidad de Nueva York sobre la autobiografía considerada como indecente para los filósofos clásicos.
Derrida subraya que la filosofía sería eso mismo, esa descortesía: la de no contar la propia vida.
Voz en off de El oído del Otro. Mientras Derrida se corta el cabello, la lectura del fragmento se hila con lo que se decía antes: en él reafirma su predilección por el modo clásico de hacer filosofía donde el nombre del filósofo es irrelevante. Visión que se acerca mucho a la ideología o estética formalista rusa. Derrida deja en claro allí que si los datos empíricos o externos a la filosofía de un filósofo son de interés solo lo son cuando se usan para una lectura filosófica, al fin y al cabo, deconstructiva. Como siempre hace, mediante su método, Derrida desmonta la binaridad entre trabajo y vida del autor. Como Nietzsche, sugiere una indisolubilidad entre el sistema filosófico que construye un autor y la necesidad de aquello que quería decir: el sistema solo se justificaría así en razón de lo que quiso decir, y viceversa. Y por tanto la importancia del sistema, el género discursivo escogido, el modo de expresarse, etc., es de segundo orden. En definitiva, lo que puede decir un autor nunca es cuestión de cantidad o de medición. Aun cuando se creyera que hay un significado más allá de lo que expresó en sus obras, en sus obras está todo lo que expresó, aun cuando no se pudiera advertir desde el principio.

### Sexta sección
Momento posterior a la charla en la Universidad de Nueva York. Se muestra el acercamiento de los admiradores. Continúa el tópico del biografismo relacionado con el de frikismo. Aun cuando Derrida se prestara a esas cosas (la calidez de admiradores) sus textos no hablan a favor de ello, como resume el ejemplo antes referido. Este sentido se refuerza en el documental porque los admiradores que se acercan al filósofo suelen sugerir que necesitaban ir a su charla para comprender mejor sus textos o porque tenían deseo de conocerlo personalmente.

### Séptima sección
Entrevista de los propios documentalistas a Derrida. Allí Derrida define la deconstrucción en relación con el artificio de ser filmado (en definitiva reflejado) y a la identificación de aquello que ha sido elevado a estatus natural con lo que no lo es. Todo lo que está condicionado por la historia, instituciones y la sociedad no es natural. Pero el sueño de la naturaleza ya ha muerto hace mucho. Esta sección del documento se hila a un fragmento en off que habla específicamente de la deconstrucción (Memorias para Paul de Mann, 1986): allí se reafirma la cita anterior en off, o es una mera variación: la deconstrucción es aquello que se está operando mientras se está trabajando, aquello que por hacerse, por desarrollarse, se está deshaciendo. Asimismo, este fragmento refiere el problema al que está sujeto la deconstrucción y que Derrida solo es capaz de expresar mediante figuras oximorónicas que re-representan esa ilusión de naturaleza presente en todas las cosas y por el fenómeno mismo del snobismo, frikismo, entre otros: la idea de la deconstrucción puede hacerse gráfica con la figura de muchas cosas, como ser la de un remolino que se forma y que se disuelve por su propio gasto de formación, y sus mejores o más asequibles expresiones graficadoras se hallan en la astronomía y la geometría no euclidiana. Comprende así, la deconstrucción, un "centro excéntrico", una ilusión de una espacialidad que es inexistente puesto que todo espacio se forma siempre en relación con un dualismo: algo es en relación con un punto de referencia. Así la deconstrucción, como Derrida quiere definirla, no sucede, o es un no tiempo, una ucronía: "La deconstrucción no es una operación que sobreviene después, desde el exterior, un buen día. Siempre es 'ya' en el trabajo."

### Octava sección
Una clase. Aquí hay otra de las alusiones autorreferentes al dispositivo de grabación, la cámara, del documental mismo. Derrida explica a su clase que están haciendo una película sobre él. Compara ese fenómeno al caso judicial del taxista estadounidense Rodney King y en relación con el concepto clásico de testimonio excluyendo las modernas formas de grabación o archivación. Los dispositivos de grabación estarán, más adelante, estrechamente ligados al tratamiento que hará del concepto de perdón puro. Puesto que la creación y refinación de ellos crearán nuevas formas de asimilar la noción de culpabilidad.

### Novena sección
Derrida en la cotidianeidad de su casa empleando, justamente, dispositivos de archivación: teléfono y fax.
Otra cita en off (Diseminación, 1972): se describe al yo como parte de un espectáculo y a la vez como oyente. Pero el yo nada escucha. Se hace un juego de palabras con las personas del singular yo-tu. El yo se ve como un tercero que sin embargo no es un tercero y al mismo tiempo lo es. Al mismo tiempo existe una imperiosidad o una orden en el yo cuando no se ve del todo como un tercero. En esta obra de 1972 Derrida ha hurgado insistentemente en las nociones de las personas del singular, la creencia que sostienen y lo que traen aparejado. Años más tarde (1979) estas nociones son desarrolladas de forma muy semejante en un relato experimental del escritor Samuel Beckett, "Compañía". Derrida refiere una dialéctica entre la activación del yo como un tú (2.ª pers. sing.) y su desactivación, cuando ese yo se vuelve más un él (3.ª pers. sing.) por lo cual habría una aparente discontinuación en esa dialéctica. Dicha noción engloba su noción de constante reinscripción.
El yo como tercera persona es fantasmal y una mera función. Y conforme a lo dicho, más fantasmal y más funcional que el yo como segunda persona.

### Décima sección
Entrevista de los directores a Derrida. Sobre los ojos. Los ojos, tienta decir el filósofo, son lo más sustancial del cuerpo. La relación de los ojos con la infancia no está superestimado como no-tiempo, una sustancia; no obstante Derrida, intenta decir que quiere mejor referirse a la mirada: "Ese acto de mirar no tiene edad"; "Es muy difícil tener una imagen de nuestro propio acto de mirar..." Lo relaciona al tema de las manos, dando por supuesta la hominización: la importancia de las manos y los ojos es que son sitios de reconocimiento, por donde lo Otro se manifiesta (o más se ha manifestado en la historia del hombre), modificándolos.

### Decimoprimera sección
Derrida frente a un retrato suyo y junto a la artista que lo realizara. La cita en off es de Puntuaciones, 1992. Trata sobre el narcisismo. El narcisismo no es ficcional aunque si sea una ficción o un mito. Hay intensidades de narcisismo pero no hay supresión de él. Solo hay narcisismo; sobre el que Derrida hace hincapié es aquel que "es mucho más abierto a la experiencia del otro como otro" El narcisismo es definido aquí como un movimiento de reapropiación del Otro que no debe reducirse, por afinidad semántica, al sentido de la vista. Va más allá de él. Está presente en el acto mismo de mirar, de vivir o acechar.

### Decimosegunda sección
Entrevista más formal a Derrida con su esposa, Marguerite Derrida. Allí ambos muestran pudor para con la narración de sus vidas íntimas. Derrida establece una línea divisoria sobre contar lo íntimo conforme al tópico antes tocado de la autobiografía y el criterio de hablar sobre sí mismo como una indecencia.
Aquí el documental muestra luego al mismo Derrida viendo la grabación de dicha entrevista con su esposa. Un poco más adelante lo mostrará viéndose ver esta entrevista ("Metacinematic", i. e. metacine o metacinemático).
A continuación le sigue otra minientrevista al filósofo en la que la entrevistadora repregunta en relación con su actitud pudorosa en la entrevista anterior con su esposa y a lo que se ha referido en la conferencia acerca de la reducción de la vida de un filósofo a la propuesta heideggeriana "nació, pensó y murió". Aquí Derrida intenta hacer una distinción entre aquello que se oculta y aquello de lo que no se quiere hablar (en este caso, su intimidad). Como todos los términos que tienen su claro «opuesto», mostrar-ocultar, allí no se oculta nada sino que se muestra el deseo de no referirse a algo determinado. Este problema lo relaciona al de narrar y a su autorreconocida incapacidad para ser narrador.

### Decimotercera sección
Otra minientrevista. En este caso sobre el amor. Luego de un complicado intento de acomodarse a la pregunta, Derrida sostiene que el amor reside en la diferencia entre un qué (algo) y un quién (alguien). La despliega así: el amor es hacia algo o hacia algo de alguien. Y termina concluyendo de manera semejante a la noción de deseo de Deleuze en cuanto a lo que este tópico antidiluviano se refiere: no se ama una singularidad. Derrida elabora las preguntas mismas para las que se contesta: el problema entre algo (qué) y alguien (quién) también es un opuesto binario que ha confundido siempre y ha determinado los actos de las personas. Con estas palabras, precisamente pronombres, Derrida quiere expresar que se ama en situación. También relaciona el tópico del amor con la que él considera primera pregunta de la filosofía "¿Qué es Ser?". En conclusión, amar es cuando algo (qué) se vuelve alguien (quién), cuando se encumbra, cuando se lo aviva, cuando se sacraliza lo profano, o en definitiva, y en el tenor del tópico del Otro derridiano, cuando el otro es asumido como otro. Así no separa el amor del concepto de deconstrucción, y por tanto del narcisismo: puesto que lo marginal (algo) comienza a ser central (alguien).

### Decimocuarta sección
En la confianza establecida hacia los productores del documental, el documental muestra un Derrida que espontáneamente entrevista ahora a los productores (Amy) sobre lo que piensan de su familia. Allí Derrida refiere la excelente relación que tiene con su hermana. Luego, se filma un encuentro y agregación de amigos del filósofo. Derrida siempre tiene presente que está siendo filmado y cómo está siendo filmado. Y refiere allí una anécdota sobre cuando escribió sobre los cálculos renales de su madre. La voz en off (Circunfesión, 1992) se articula al tema de su madre: este en off es una invocación del filósofo a su madre transformada por su estado de agonía pre mortem, suceso que agudiza la reflexión sobre el fenómeno de interrelación replanteando sus tópicos del Otro, el quién y el qué, la pregunta por el Ser y la del amor, y en definitiva la deconstrucción de las identidades, ya que su madre, aún pudiéndole hablar ya no lo reconoce como él mismo, su hijo. El en off adquiere una tono existencial y melancólico reafirmado por el paneo de las lápidas y tumbas del cementerio donde están las de su madre.

### Decimoquinta sección
Derrida comiendo y escuchando la radio. El documental registra allí la emisión de un episodio del conflicto palestino-israelí que se hila con otra minientrevista a Derrida sobre las cuestiones de su experiencia con el racismo y el antisemitismo, sufridas en 1940, cuando fue expulsado de la escuela, a los diez años. Derrida describe como "una paradoja" el no sentirse a gusto, posteriormente, al haber sido encerrado en la comunidad judía. En el mismo documental, anteriormente, se refiere al paso la escritura de una novela por parte del filósofo a la edad de quince años que trata del robo de algo secreto, de una violencia a algo íntimo (un diario).

### Decimosexta sección
Derrida visita Robben Island, en Sudáfrica. Y se remarca el momento en el que le indican cuál era en la prisión de dicha isla la celda de Nelson Mandela. El en off (Mal de Archivo, 1995), entrelazado aquí, se refiere a la noción del Uno como la uniformidad de opinión, la sistematización de las ideas, tratada del mismo modo que Lacan, y entrelazada a la del Otro. Así Derrida entiende que todo lo que fuerza la identidad es en sí mismo un acto de violencia: "...el Uno se olvida de recordarse a sí mismo su Sí Mismo. Mantiene y borra el archivo de esta injusticia que es, esta violencia que lo hace". 

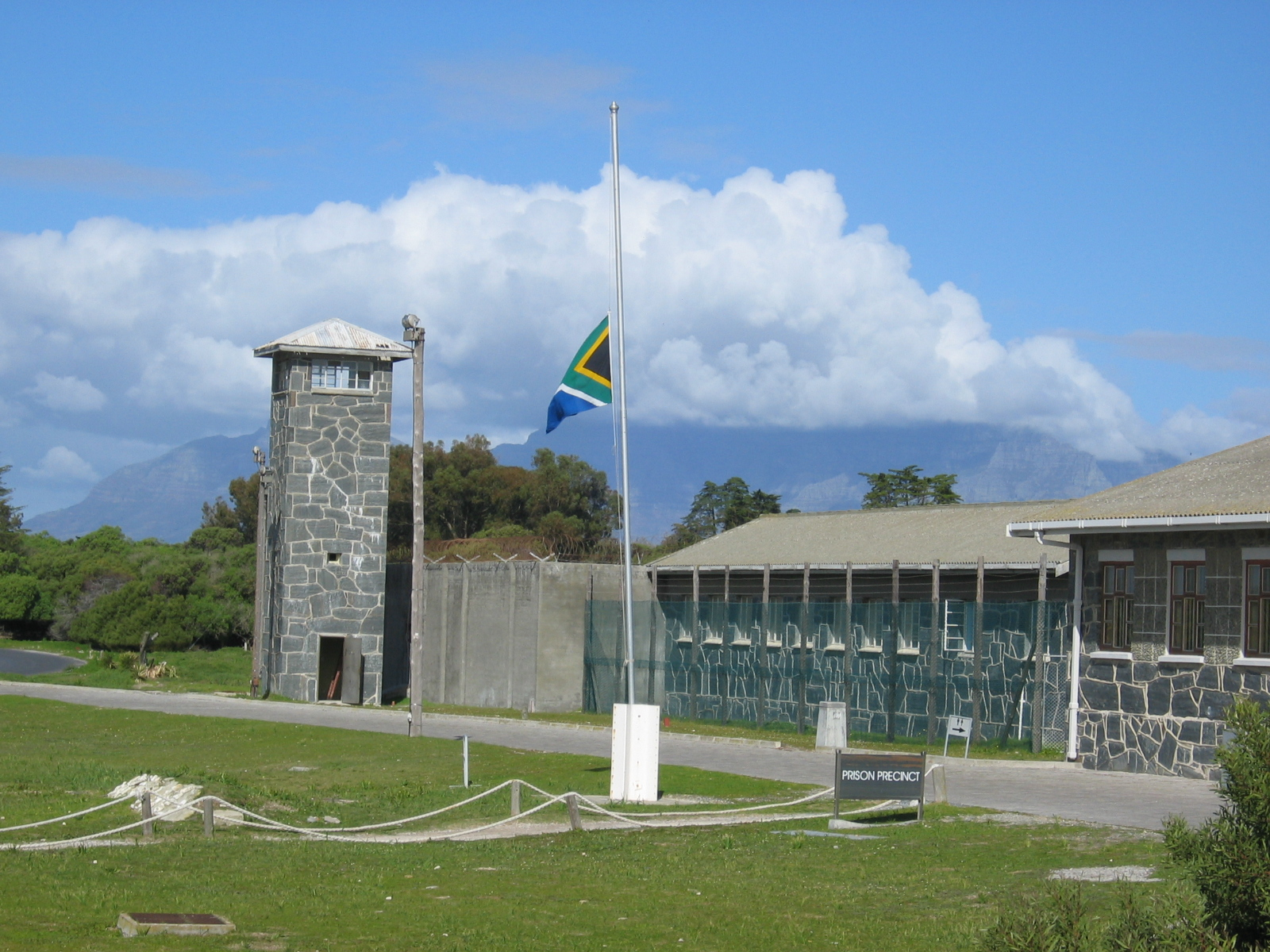
Estructuras carcelarias en la isla Robben, lugar visitado por el filósofo en el documental.

En ese mismo momento se lo sigue y filman algunas escenas de sus conferencias en Sudáfrica, en 1998, hablando del tópico del perdón. Allí Derrida insiste en la pregunta que se desarrollara antes, y al mejor estilo heideggeriano: "¿Quién o qué?" Lo despliega planteando la duda de que un individuo al que se lo culpa por una falta nunca es tocado íntegramente por la falta, o en otras palabras: que la falta que cometió no comprende al individuo todo o que no es posesión suya. Y que, por tanto, toda atribución de culpabilidad es la atribución sobre lo que el individuo tiene pleno control. Desarrolla así la idea de que toda vez que se le perdona algo a alguien es porque al individuo no se lo ha podido, incluso, dividir de su falta. Se filma en particular, la última pregunta que un oyente le hace al pensador, exclusivamente porque esta parece plantear una disconformidad con la propuesta dada en la charla, que es, el perdón incondicional o perdón puro. El oyente esgrime una pregunta en la que asume que el perdón incondicional es imposible y que planteárselo al oprimido constituye una función ideológica introducida por el filósofo que deja al oprimido en una relación desigual por lo que se le ha hecho, al proponérsele perdonar sin esperar arrepentimiento.
Derrida replica que el oyente está mezclando el concepto del perdón con el de reconciliación, habiendo en el primero un perdón por lo imperdonable ya que si fuera de otro modo no tendría sentido hablar allí de perdón y sino más bien de una transacción, la que se daría en la reconciliación. Inclusive establece la división que existe en el perdón: éste es pertenencia pura del oprimido y solo lo involucra a él mismo siempre con independencia del otro. Es una cuestión que trasciende la noción de reconciliación, porque en esta se puede ordenar por medio de un tercero un perdón inducido, que al fin y al cabo no es el perdón al que se está refiriendo el filósofo. Así, delinea Derrida, todo perdón es imposible, es hacer lo imposible, posible lo imposible, e implica una acción en soledad del oprimido sin intervención de terceros y entre ellos el mismo opresor. Y por último, entonces, este concepto introducido por el filósofo constituye asumir lo hecho tanto en el cuerpo del oprimido como por parte del opresor.

### Decimoséptima sección
Se muestra una entrevista por un tercero en la que la entrevistadora pregunta y sugiere si Derrida ve una relación entre la famosa comedia Seinfeld y sus ideas. Se hace evidente que Derrida desconoce la serie. La cita en off habla de la improvisación: en ella se define lo imprevisto presente en el tópico del perdón. Imprevisto e imposible son todas palabras para decir lo mismo. Lo más común es ser uno mismo, no improvisar. Lo más común es la reconciliación. Dicho suceso, como lo define aquí Derrida es una prescripción de nuestra cultura, o bien, cuando la idea de "prevenir antes de curar" haya sido, en su momento, improvisación, ya ha dejado de serlo, ya se está deconstruyendo. Aún a aquello que se le suele llamar improvisar, como "hablar sin guion ante un micrófono" como refiere aquí Derrida no es improvisar porque los esquemas del habla y los idiomas ya están allí. Lo que llamamos improvisar por lo general no es tal cosa. La improvisación no es ni siquiera una técnica. ("Entrevista sin publicar", 1982).
Continúa a esta cita un tema poco publicado de Derrida (porque es algo que ha tratado en sus seminarios). Se trata del mito de Eco. Dicho mito visto como la dualidad entre la voz y el fenómeno (especular), entre la mirada y la voz, la mirada y el habla o la escritura y el habla, entre el reflejo-espejo y la ceguera. Como sugiere allí el pensador, todos somos como Narciso y Eco en nosotros mismos: vemos nuestra propia imagen y repetimos lo que dicen los otros. Cuando Eco se enamora de Narciso, "repitiendo el lenguaje de otro, canta su propio amor. Y repitiendo las respuestas de él, repitiendo, se comunica con él. Ella habla en su nombre al repetir las palabras de él". Tanto Narciso como Eco, subraya Derrida, son ciegos. Así el mito de Narciso incluye su descripción del tópico Uno: la incapacidad de ver a alguien más.

### Decimoctava sección
Derrida muestra lugares de su casa, su biblioteca. Allí muestra, casi accidentalmente, libros de Anne Rice, la escritora gótica, que Derrida dice nunca haber leído. La razón de que posea esos libros está unida a los seminarios que él dio explorando el vampirismo y el canibalismo rodeando el tópico de la alimentación del Otro, viejo tópico que envuelve en sí el de la insatisfacción melancólica, entiéndase: la melancolía del vampiro a efectos de que no está en ningún lado.
Retorna la minientrevista en la que Derrida contesta a la pregunta "¿qué filósofo le hubiese gustado que su madre fuera?" Allí explica que su madre no podría ser la imagen de un filósofo puesto que la deconstrucción trata la deconstrucción de la filosofía como falogocentrismo, término éste de su propia autoría, y por ello siempre la figura del filósofo ha sido masculina. El consecutivo en off trata de este tema: allí parecería que se usa el tópico repetido de que la filosofía ha muerto, como han hecho otros, Maurice Blanchot, por ejemplo. Sin embargo allí se habla de la filosofía como un paradigma que muere en la historia (historia que desborda la memoria, no historiografía) y que es, muy semejante a lo planteado por Gilles Deleuze, algo que se opone a todo lo que fuera no-filosofía, que no es otra cosa que la agonía de la Historia. Aquí se vuelven a introducir los tópicos del futuro y el por-venir: donde la filosofía es un efecto de revisión siempre sobre la falla que ha constituido siempre la historia y que sin embargo no puede ser sino su fuente. (Violencia y metafísica, 1963).

### Decimonovena sección
El testimonio de Avital Ronell cuenta la anécdota del suceso de la inclusión en un importante diccionario francés del término acuñado por el filósofo, el de "différance”. Le sigue una minientrevista al hermano del pensador, René Derrida, quien parece entender poco acerca de la tarea desarrollada por su hermano y se limita simplemente a manifestar su asombro sobre la vocación de aquel.
La continúa un fragmento de la recepción por la creación de una adicción del archivo Derrida, en la Universidad de California, en 1995. Allí el pensador compara las urnas de los archivos a urnas de un cementerio.
La voz en off reafirma, rodea el anterior en off: la cuestión de archivar no es sino una cuestión de porvenir que como la palabra indica, es un porvenir esperando. (Mal de archivo, 1995).

### Vigésima sección
Derrida, en otra minientrevista, responde a una pregunta que lo involucra, por el documental mismo que se está produciendo: "¿Qué le gustaría ver a él en un documental sobre un filósofo?" Derrida contesta que le gustaría ver que un filósofo hable de su vida sexual.
El en off recrea el tema, como era de esperar: trata del problema de la narración, que Derrida dice que siempre le ha sido esquivo. En definitiva, deconstruye la noción de secreto. Tal cosa no existe, nadie ve un secreto en otra persona o en lo que investiga del mismo modo que aquel a quien se le atribuye un secreto no hace otra cosa que desvivirse en expresarlo, incapaz de verse haciéndolo: "Es tal vez allí donde encontramos el secreto del secreto, a saber: que no es una cuestión de conocimiento y que es un allí para nadie". (El Regalo de la Muerte, 1992).
El final de la docupelícula cita una vez más Mal de Archivo, 1993, al mismo tiempo que hace un plano de un Derrida meditativo. Retoma este último tema: allí se expresa el hecho de callar cosas (lo que se llamaría un secreto) es un hecho indudable, innegable, pero fallido porque por ese mecanismo de ocultamiento solo eso callado (el secreto) no ha desaparecido sino solamente transformado. Tema que lo regresa a una de sus grandes influencias, Freud: nada importa qué sea aquello que se oculte, falsifique o perjure, solo importa el hecho en sí mismo de callar, de forzar no mostrar, que es un movimiento que ni siquiera retrasará la manifestación de eso llamado secreto, solo que no habrá nada que leer allí, ningún síntoma.

## Conceptos relacionados
- Desterritorialización
- Goce
- Deconstrucción
- Binarismo
- Différance
- Tao
- Memoria
- Fake
- Inmanencia
- Constructivismo
- Funcionalismo
- Otro
- Transferencia
- Fantasma
- Narcisismo
- Metamorfosis
- Exotopía
- Improvisación
- Memética